# Chiesa di San Nicolao (Mendrisio)
La chiesa-oratorio di San Nicolao è un edificio religioso che si trova a Mendrisio, in Canton Ticino.

## Storia
L'edificio era anticamente intitolato a Santa Maria Liberatrice.

## Descrizione
La chiesa si presenta con una pianta ad unica navata con volta a botte, suddivisa in due campate.